# أيها المؤلف (رواية)
أيها المؤلف (بالإنجليزية: Author, Author)‏ هي رواية للكاتب البريطاني ديفيد لودج، نشرت عام 2004، عن دار نشر سيكر آند واربرغ في المملكة المتحدة وفايكنغ بريس في الولايات المتحدة.